# Lista de presidentes da Chuváchia

Brasão de armas da Chuváchia

O Chefe da República de Chuváchia,que hoje é uma República da Rússia,este cargo foi criado durante o tempo da União Soviética e passou a ser uma República autonoma após do dissolvimento do governo Soviético

## Presidentes
| Nome             | Imagem | Início do mandato | Fim do mandato |
| ---------------- | ------ | ----------------- | -------------- |
| Daniel Elmen     |        | 1920              | 1932           |
| Sergey Petrov    |        | 1932              | 1942           |
| Ivan Charykov    |        | 1942              | 1964           |
| Timofey Akhazov  |        | 1964              | 1979           |
| Semyon Slyukov   |        | 1979              | 1990           |
| Nikolay Fyodorov |        | 1994              | 2010           |
| Mikhail Ignatyev |        | 2010              | 2020           |